# Levanna Occidentale
La Levanna Occidentale (3.593 m s.l.m.) è una vetta del gruppo delle Levanne. Si trova sul confine tra l'Italia e la Francia.

## Caratteristiche
La montagna si trova maggiormente ad occidente rispetto alla Levanna Centrale ed alla Levanna Orientale. È separata da quella centrale dal Passo della Levanna (3.509 m).

## Salita alla vetta
La montagna fu salita per la prima volta nel 1857 dall'ingegnere Antonio Tonini.
Si può salire sulla vetta dal versante francese partendo dalla località L'Ecot di Bonneval-sur-Arc e passando per il Refuge du Carro.